# Lake Wissota (Wisconsin)
Lake Wissota es un lugar designado por el censo ubicado en el condado de Chippewa en el estado estadounidense de Wisconsin. En el Censo de 2010 tenía una población de 2.738 habitantes y una densidad poblacional de 240,15 personas por km².

## Geografía
Lake Wissota se encuentra ubicado en las coordenadas 44°55′40″N 91°17′25″O / 44.92778, -91.29028. Según la Oficina del Censo de los Estados Unidos, Lake Wissota tiene una superficie total de 11.4 km², de la cual 9.71 km² corresponden a tierra firme y (14.79%) 1.69 km² es agua.

## Demografía
Según el censo de 2010, había 2.738 personas residiendo en Lake Wissota. La densidad de población era de 240,15 hab./km². De los 2.738 habitantes, Lake Wissota estaba compuesto por el 97.92% blancos, el 0.15% eran afroamericanos, el 0.37% eran amerindios, el 0.62% eran asiáticos, el 0% eran isleños del Pacífico, el 0.26% eran de otras razas y el 0.69% pertenecían a dos o más razas. Del total de la población el 0.95% eran hispanos o latinos de cualquier raza.